# Clemenza di Borgogna
Clemenza di Borgogna (1078 – 1133) fu Contessa consorte delle Fiandre dal 1092 fino al 1111 divenendo anche Reggente della Contea delle Fiandre, tra il 1096 ed il 1100; fu poi Duchessa consorte della Bassa Lorena (Lotaringia), dal 1125 al 1126 e contessa consorte di Lovanio e Bruxelles, dal 1125 alla sua morte.

## Origine
Clemenza, secondo la Genealogica Comitum Flandriæ Bertiniana era figlia del conte di Borgogna, conte di Mâcon e conte di Vienne, Guglielmo I, detto il Grande o l'Ardito (Clementiam filiam Willelmi comitis Burgundionum cognomento Testahardith) (1020 – 1087), e di Stefania di Borgogna (ca. 1035 – dopo il 1088), di cui non si conoscono con esattezza gli ascendenti: 
- la versione più accreditata è che fosse contessa Vienne, figlia di Gerardo di Vienne
- secondo lo storico Szabolcs de Vajay, era la figlia del Duca dell'Alta Lorena (Lotaringia), Adalberto, conosciuto anche come "Conte di Longwy"
- secondo lo storico e genealogista francese, Pierre de Guibours, detto Père Anselme de Sainte-Marie o più brevemente Père Anselme era figlia del conte di Barcellona, Gerona e Osona, Berengario Raimondo I di Barcellona, e della sua prima moglie, Sancha Sánchez di Castiglia (una seconda versione sostiene che fosse figlia della seconda moglie, Guisla de Lluça)
- secondo lo storico Maurice Chaume, invece era figlia di una delle figlie (Adelaide o Stefania) del conte di Barcellona, Gerona e Osona, Raimondo Borrell III, e di Ermesinda di Carcassonne
- infine lo storico francese specializzato nella genealogia dei personaggi dell'Antichità e dell'Alto Medioevo, Christian Settipani, sostiene che fosse figlia del Conte di Bigorre, Bernardo II, e della prima moglie, Clemenza.

Guglielmo I di Borgogna, secondo il monaco e cronista normanno Guglielmo di Jumièges, autore della sua Historiæ Normannorum Scriptores Antiqui, era il figlio primogenito del Conte di Borgogna, Rinaldo I e di Adelaide o Alice di Normandia, che, ancora secondo Guglielmo di Jumièges, era la figlia del quarto signore della Normandia e il secondo a ottenere il titolo formale di Duca di Normandia, Riccardo II e di Giuditta di Bretagna che, sempre secondo Guglielmo di Jumièges era la sorella di Goffredo I di Bretagna, quindi era figlia del conte di Rennes e duca di Bretagna, Conan I il Torto e della moglie, Ermengarda d'Angiò (come ci viene confermato dal monaco Rodolfo il Glabro, uno dei maggiori cronisti d'età medievale), figlia del terzo Conte di Angiò, Goffredo I Grisegonelle e di Adele di Vermandois (ca. 950 - † 974), figlia di Roberto di Vermandois, conte di Meaux e di Troyes. I genitori di Guglielmo, Alice e Rinaldo vengono ricordati anche dal monaco e cronista inglese, Orderico Vitale, in cui ricorda anche che Alice era la zia di Guglielmo il Conquistatore. Secondo le Europäische Stammtafeln, vol II, cap. 59 (non consultate), Rinaldo di Borgogna risulta sposato con Giuditta, per cui si presume che Alice oltre che Adelaide fosse citata anche come Giuditta.
Clemenza era la sorella di Guido di Borgogna (1050-1124), futuro papa con il nome di Callisto II e di Raimondo di Borgogna (circa 1062 – 1107), futuro conte di Galizia e di Coimbra e futuro padre del re Alfonso VII di Castiglia che sarà detto l'imperatore di Spagna.

## Biografia
Verso il 1092, fu celebrato il matrimonio tra Clemenza e Roberto come ci viene confermato dal documento n° LXXIV del Cartulaire de l'Abbaye de Saint-Bertin, dove viene citata come contessa (Clementie Flandrarum comitisse) quale moglie di Roberto (nam conjux eius, Robertus iunior). Il matrimonio di Clemenza con l'erede della contea di Fiandra, Roberto, era stato concordato nel 1090 circa durante il viaggio di ritorno del conte di Fiandra, Roberto I, da un pellegrinaggio a Gerusalemme (il cronista e monaco benedettino dell'abbazia di Malmesbury, nel Wiltshire (Wessex), Guglielmo di Malmesbury, nel suo Gesta Regum Anglorum ci riporta che, tra il 1086 ed il 1090, RobertoI fece un pellegrinaggio a Gerusalemme). Roberto II era il figlio primogenito del conte delle Fiandre, Roberto I, come ci viene confermato dal documento n° XXIX del Cartulaire de l'Abbaye de Saint-Bertin e della moglie, Gertrude di Sassonia, come viene confermato dalla Genealogia ex stirpe Sancti Arnulfi descendentium Mettensis, che, sia secondo la Genealogica Comitum Flandriæ Bertiniana.
Dopo la morte dello suocero, Roberto I, nel 1093, suo marito Roberto succedette al padre come Roberto II, conte di Fiandra, come ci testimoniano gli Annales Blandinienses.
Nel 1996, suo marito Roberto II, prese parte della spedizione della prima crociata, voluta da papa Urbano II nel 1095. Roberto, prima di partire, istituì un consiglio di reggenza per le Fiandre, e secondo lo storico britannico, noto medievalista e bizantinista, Steven Runciman, nel suo A History of the Crusades: Volume 1 (non consultato), Clemenza resse la contea per gli anni (1096 - 1100) in cui Roberto II partecipò alla crociata.
Secondo il cronista e monaco benedettino dell'abbazia di Malmesbury, nel Wiltshire (Wessex), Guglielmo di Malmesbury, nel settembre del 1096, suo marito, Roberto II, fu tra i nobili che partirono per la Prima Crociata assieme al cugino, il duca di Normandia, Roberto, detto Cosciacorta con un seguito di cavalieri inglesi, normanni, franchi e fiamminghi; dopo aver partecipato alla conquista di Gerusalemme, nel luglio 1099, e, dopo aver preso parte in agosto alla battaglia di Ascalona, in agosto, Roberto II, ancora assieme al cugino, Roberto Cosciacorta, nel mese di settembre, ancora secondo il Runciman lasciò la terra santa per fare rientro in patria.
Assieme al marito, Roberto II, Clemenza fondò l'abbazia di Bourbourg.
Secondo lo storico, David Nicholas, nel suo Medieval Flanders, Clemenza appoggiò il movimento monastico nelle Fiandre, introducendo la regola cluniacense in diversi monasteri.
Clemenza, secondo le Europäische Stammtafeln, vol II, 5 (non consultate) rimase vedova nel 1111, come confermano anche gli Annales Blandinienses: suo marito, Roberto, si era unito all'esercito reale che si dirigeva contro Meaux, dove si era ritirato il conte di Blois, di Chartres, di Meaux e di Châteaudun, signore di Sancerre e Amboise, conte di Troyes e conte di Champagne, Tebaldo II che, dal 1108, era in rivolta insieme ad altri baroni francesi contro il re di Francia, Luigi VI il Grosso, ma, in una strettoia, vicino alla città, Roberto cadde dal suo cavallo e finì sotto le zampe della cavalleria e morì poco dopo, il 5 ottobre 1111, per le ferite riportate; il suo corpo fu trasportato ad Arras, dove venne sepolto nella'abbazia di San Vedasto. Gli succedette il figlio Baldovino, come Baldovino VII conte di Fiandra.
Il documento n° 3899 del Recueil des chartes de l'abbaye de Cluny Tome V, certifica che, nell'aprile del 1112, Clemenza assieme al figlio il conte, Baldovino VII, fece una donazione in suffragio di Roberto II.
Nel 1119, il suo unico figlio ancora in vita, Baldovino VII morì senza eredi, per cui la contea di Fiandra venne contesa tra molti pretendenti; ancora secondo lo storico, David Nicholas, nel suo Medieval Flanders, Clemenza appoggiò Guglielmo di Ypres che aveva sposato una sua nipote contro Carlo detto "il Buono", che divenne conte, come ci conferma il documento n° XCII del Cartulaire de l'Abbaye de Saint-Bertin.
Nel 1125 circa, Clemenza sposò, in seconde nozze, il Duca della Bassa Lorena (Lotaringia), Langravio del Brabante, conte di Lovanio e Bruxelles, Goffredo detto il Barbuto, che, secondo il Chronicon Affligemense, era figlio del conte di Lovanio e Bruxelles, Enrico II e di Adelaide di Betuwe, che, secondo un documento citato dall'ecclesiastico e storico, belga, del XVII secolo, Aubertus Miraeus o Aubert le Mire (Bruxelles, 30 novembre 1573 - Anversa, 19 ottobre 1640), nel suo Opera diplomatica et historica, tomus I (non consultato), era figlia di Everardo conte di Betuwe e della moglie di cui non conosciamo né il nome né gli ascendenti.
Il 2 marzo 1127, il conte delle Fiandre, Carlo I il Buono, senza eredi legittimi, venne assassinato nella chiesa di San Donaziano a Bruges, mentre era intento alle sue devozioni. I pretendenti erano molti, oltre a Guglielmo di Ypres, Teodorico di Alsazia, Arnoldo di Danimarca, Baldovino IV di Hainaut e altri tra cui, il marito di Clemenza, Goffredo il Barbuto, ma il re di Francia, Luigi VI, chiamato dai fiamminghi, si precipitò ad Arras, e convocò i notabili fiamminghi perché eleggessero il suo candidato, suo cognato, Guglielmo Cliton. Guglielmo venne eletto e fu subito confermato da Gand, Bruges, Lilla, Saint-Omer ed assieme al re si avviò verso Bruges, attraversando buona parte della contea, accolto con entusiasmo. A Bruges intanto erano stati catturati e giustiziati gli assassini di Carlo I il Buono.
Teodorico di Alsazia, si rifiutò di riconoscere Guglielmo e, prima conquistò Lilla e Gand, poi prese anche il controllo di Bruges e fu, di fatto, eletto nuovo conte e nel febbraio del 1128, quasi tutte le Fiandre erano per Teodorico. Guglielmo, ridotto ad una parte del sud della contea, dopo che tramite il re di Francia, Teodorico, rinchiusosi in Lilla, era stato scomunicato, con l'appoggio di molti nobili passò al contrattacco e il 21 giugno, alleatosi col marito di Clemenza, Goffredo il Barbuto, sconfisse Teodorico a Tielt e poi al castello di Oostkamp. Teodorico allora era fuggito da Lilla per rinchiudersi ad Alost. Guglielmo e Goffredo, il 12 luglio, posero l'assedio ad Alost, ma, durante l'assedio, in una scaramuccia con alcuni fanti nemici Guglielmo, il 28 luglio, venne ferito ad un braccio, la ferita andò in gangrena e Guglielmo, il 9 agosto, morì. Con la morte di Guglielmo, senza eredi, Teodorico, fu riconosciuto conte, come Teodorico I, da tutta la contea. Il re di Francia Luigi VI dovette accettare il fatto compiuto e ratificare che Teodorico I fosse succeduto a Guglielmo, mentre Goffredo continuò la guerra contro Liegi e Namur.
Clemenza morì nel 1133, e la sua morte viene riportata dal documento n° CXI del Cartulaire de l'abbaye de Saint-Bertin, dove viene ricordata come vedova di Roberto II (Clementia Roberti iunioris vidua), che aveva avuto in dote circa una terza parte delle Fiandre (eatenus pene terciam partem Flandrie dotis loco tenuit).

## Figli
Clemenza a Roberto diede tre figli:
- Baldovino[38] (1092 circa-giugno 1119), conte di Fiandra
- Guglielmo[38] (1094circa- 1109)
- Filippo[1] (1095- † giovane).

Clemenza a Goffredo diede un figlio:
- Joscelin ( † 1180), che però, secondo alcuni storici non era figlio di Clemenza (al suo secondo matrimonio aveva circa 50 anni), ma, secondo il Monasicon Anglicanorum, vol V senz'altro era figlio di Goffredo[39]. Probabilmente era coetaneo della sorellastra, Adeliza, in quanto secondo le cronache, la accompagnò in Inghilterra per il suo primo matrimonio[39] e dalla stessa verso il 1151, ricevette la proprietà di Petworth

## Ascendenza
|                         |   |                          | Genitori                |  |  | Nonni |  |  | Bisnonni                       |  |  | Trisnonni            |  |
|                         |   |                          |                         |  |  |       |  |  | Ottone I Guglielmo di Borgogna |  |  | Adalberto II d'Ivrea |  |
|                         |   |                          |                         |  |  |       |  |  | Ottone I Guglielmo di Borgogna |  |  | Adalberto II d'Ivrea |  |
|                         |   | Gerberga di Châlon       |                         |  |  |       |  |  | Ottone I Guglielmo di Borgogna |  |  |                      |  |
| Rinaldo I di Borgogna   |   |                          |                         |  |  |       |  |  | Ottone I Guglielmo di Borgogna |  |  |                      |  |
|                         |   | Ermentrude di Roucy      | Rinaldo di Coucy        |  |  |       |  |  |                                |  |  |                      |  |
|                         |   | Ermentrude di Roucy      | Rinaldo di Coucy        |  |  |       |  |  |                                |  |  |                      |  |
|                         |   | Ermentrude di Roucy      | Alberada di Lotaringia  |  |  |       |  |  |                                |  |  |                      |  |
| Guglielmo I di Borgogna |   | Ermentrude di Roucy      |                         |  |  |       |  |  |                                |  |  |                      |  |
|                         |   | Riccardo II di Normandia | Riccardo I di Normandia |  |  |       |  |  |                                |  |  |                      |  |
|                         |   | Riccardo II di Normandia | Riccardo I di Normandia |  |  |       |  |  |                                |  |  |                      |  |
|                         |   | Riccardo II di Normandia | Gunnora di Normandia    |  |  |       |  |  |                                |  |  |                      |  |
| Alice di Normandia      |   | Riccardo II di Normandia |                         |  |  |       |  |  |                                |  |  |                      |  |
|                         |   | Giuditta di Bretagna     | Conan I di Bretagna     |  |  |       |  |  |                                |  |  |                      |  |
|                         |   | Giuditta di Bretagna     | Conan I di Bretagna     |  |  |       |  |  |                                |  |  |                      |  |
|                         |   | Giuditta di Bretagna     | Ermengarda d'Angiò      |  |  |       |  |  |                                |  |  |                      |  |
| Clemenza di Borgogna    |   | Giuditta di Bretagna     |                         |  |  |       |  |  |                                |  |  |                      |  |
|                         | … | …                        |                         |  |  |       |  |  |                                |  |  |                      |  |
|                         | … | …                        |                         |  |  |       |  |  |                                |  |  |                      |  |
|                         | … | …                        |                         |  |  |       |  |  |                                |  |  |                      |  |
| Adalberto III di Longwy | … |                          |                         |  |  |       |  |  |                                |  |  |                      |  |
|                         |   | …                        | …                       |  |  |       |  |  |                                |  |  |                      |  |
|                         |   | …                        | …                       |  |  |       |  |  |                                |  |  |                      |  |
|                         |   | …                        | …                       |  |  |       |  |  |                                |  |  |                      |  |
| Stefania di Vienne      |   | …                        |                         |  |  |       |  |  |                                |  |  |                      |  |
|                         |   | …                        | …                       |  |  |       |  |  |                                |  |  |                      |  |
|                         |   | …                        | …                       |  |  |       |  |  |                                |  |  |                      |  |
|                         |   | …                        | …                       |  |  |       |  |  |                                |  |  |                      |  |
| Clemenza di Foix        |   | …                        |                         |  |  |       |  |  |                                |  |  |                      |  |
|                         |   | …                        | …                       |  |  |       |  |  |                                |  |  |                      |  |
|                         |   | …                        | …                       |  |  |       |  |  |                                |  |  |                      |  |
|                         |   | …                        | …                       |  |  |       |  |  |                                |  |  |                      |  |
|                         |   | …                        |                         |  |  |       |  |  |                                |  |  |                      |  |

### Fonti primarie
- (LA)  Monumenta Germaniae Historica, Scriptores, tomus V.
- (LA)  Monumenta Germaniae Historica, Scriptores, tomus IX.
- (LA)  Monumenta Germaniae Historica, Scriptores, tomus XXV.
- (LA)  Rodulfus Glaber Cluniacensis, Historiarum Sui Temporis Libri Quinque.
- (LA) Gesta Regum Anglorum (PDF), su mindserpent.com. URL consultato il 2 giugno 2021 (archiviato dall'url originale il 23 marzo 2017).
- (LA)  Ordericus Vitalis, Historia Ecclesiastica, vol. II.
- (LA)  Historia Ecclesiastica, tomus III.
- (EN)  The Ecclesiastical History of England and Normandy, Volume 3.
- (LA)  Obituaires de la province de Sens. Tome 1.
- (LA)  Recueil des chartes de l'abbaye de Cluny. Tome 5.
- (LA)  Cartulaire de l'Abbaye de Saint-Bertin.
- (LA)  Historiæ Normannorum Scriptores Antiqui.
- (EN)  Chronicle of the Kings of England: From the Earliest Period to the Reign, of king William's children.

### Letteratura storiografica
- Gallica
- William B. Stevenson, La prima crociata, in «Storia del mondo medievale», vol. IV, 1999, pp. 718–756
- Louis Halphen, "La Francia: Luigi VI e Luigi VII (1108-1180)", cap. XVII, vol. V della Storia del mondo medievale, 1999, pp. 705–739